# Rittal-Arena

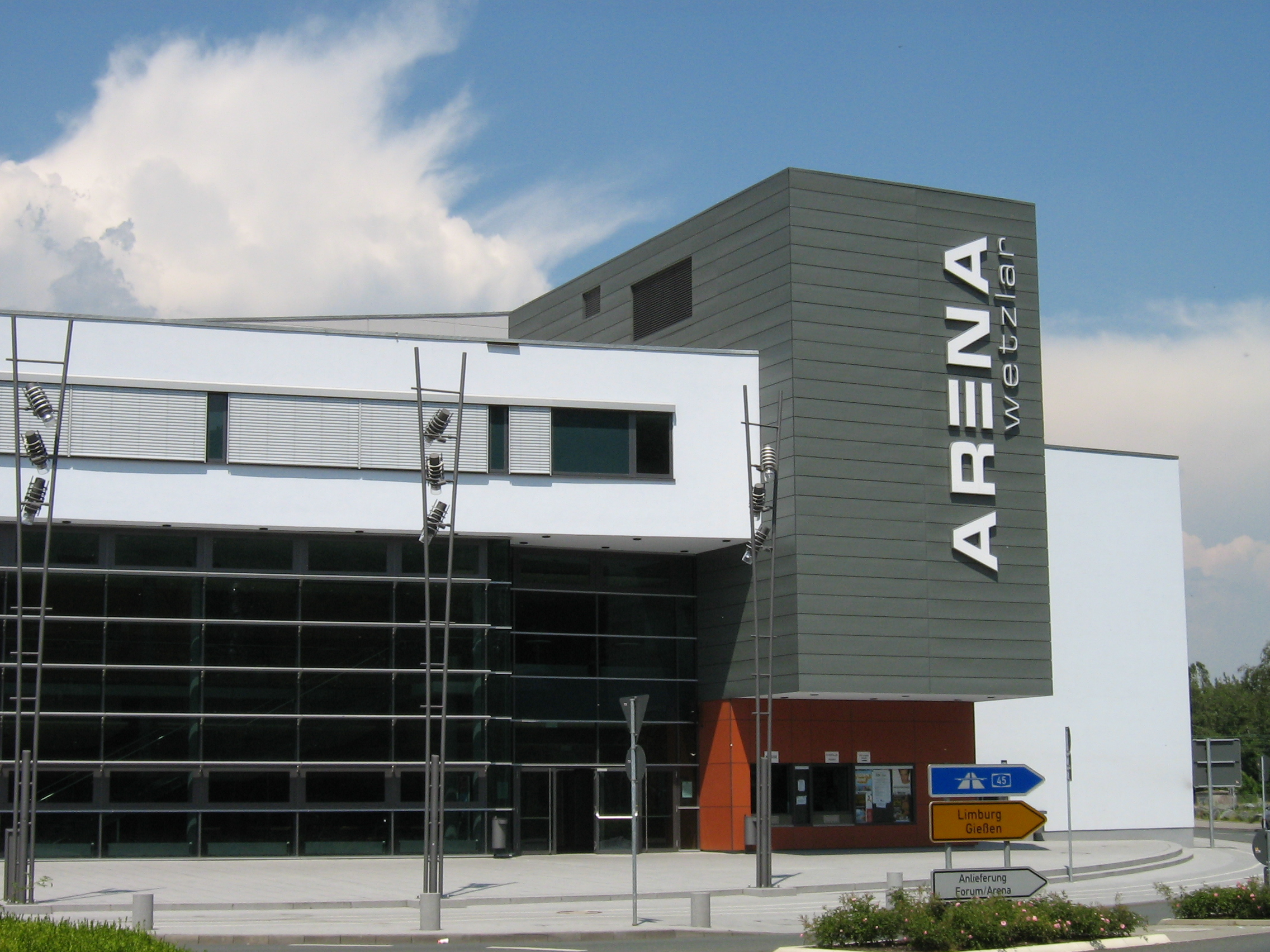
Rittal-Arena

Rittal-Arena hala widowiskowo-sportowa w Wetzlar, Niemcy.
Została otwarta w 2005 roku i jest w stanie pomieścić maksymalnie 6000 widzów. Jej wybudowanie kosztowało 16 milionów €.

## Użytkownicy hali
- HSG Wetzlar – piłka ręczna